# Charles Fabian
Charles Fabian Figueiredo Santos, genannt Charles Fabian oder Charles Baiano, (* 12. April 1968 in Itapetinga, BA) ist ein Fußballtrainer und ehemaliger brasilianischer Fußballspieler.

## Karriere

### Spieler
Charles Fabian konnte seine Laufbahn 1988 beim Erstligaverein EC Bahia starten. Hier erspielte er sich schnell einen Platz in der Startelf. Seine Verpflichtung 1989 durch den FC Málaga aus Spanien war nicht von Erfolg gekrönt, so dass er bereits nach einer Saison und nur zwei Einsätzen zurück nach Brasilien ging. Er kam 1990 wieder nach Bahia, wo er 1990 die Krone des Torschützenkönigs in der brasilianischen Meisterschaft erlangen konnte.
Daraufhin wurde er vom Cruzeiro EC aus Belo Horizonte verpflichtet. Weitere Erfolge und Vereinswechsel schlossen sich an, u. a. eine Saison für Boca Juniors in Argentinien.

### Trainer
Nach einer Saison bei seinem Heimatverein Bahia 2006, trainierte er nur noch zweitklassige Vereine. Danach war er wieder bei Bahia als Nachwuchstrainer aktiv. Am 26. Oktober 2016 wurde seine Verpflichtung beim Série D Klub Anápolis FC bekannt. Nachdem der Klub mit zwei Niederlagen in die Saison 2017 gestartet war, wurde Fabian entlassen.

## Erfolge als Spieler
Nationalmannschaft
- Copa América: 1989

Bahia
- Campeonato Baiano: 1988, 1991
- Campeonato Brasileiro: 1988

Cruzeiro
- Supercopa Sudamericana: 1991, 1992

Grêmio
- Campeonato Gaúcho: 1993, 1999
- Copa Sul: 1999

## Auszeichnungen
- Brasilianischer Torschützenkönig: 1991
- Bola de Prata: 1990